# フロンティアランド
- ディズニーパーク > フロンティアランド
  - ディズニーランド・リゾート > ディズニーランド > フロンティアランド
  - ウォルト・ディズニー・ワールド・リゾート > マジック・キングダム > フロンティアランド
  - ディズニーランド・パリ > ディズニーランド・パーク (パリ) > フロンティアランド

フロンティアランド（Frontierland、略称：FL、F/L）とは、世界のディズニーパークにあるテーマランドの一つである。

## フロンティアランドがあるパーク
- ディズニーランド（ディズニーランド・リゾート）
- マジック・キングダム（ウォルト・ディズニー・ワールド・リゾート）
- ディズニーランド・パーク（ディズニーランド・パリ）

## 概要
西部開拓時代をテーマにしたテーマランドで、ビッグサンダー・マウンテンなどのアトラクションがある。なお、東京ディズニーランド（東京ディズニーリゾート）では「ウエスタンランド（Westernland）」という名称になっており、これは"フロンティア（開拓）"という言葉が日本人にとっては馴染みが少ないという配慮からである。香港ディズニーランド（香港ディズニーランド・リゾート）では「グリズリーガルチ（Grizzly Gulch、灰熊山谷）」がフロンティアランドやウエスタンランドに相当する。
ハロウィンイベント（「ディズニー・ハロウィーン」）開催中はエリア中にカボチャやゴーストなどのモニュメントがデコレーションされている。

## 各施設の紹介
英語名は英語版、日本語名は日本語版へのWikipediaのリンクとなっている。

### ディズニーランド

#### アトラクション
2021年6月現在。
- Big Thunder Mountain Railroad（ビッグサンダー・マウンテン）
- Frontierland Shootin' Exposition（フロンティアランド・シューティング・エクスポジション）
- Mark Twain Riverboat（蒸気船マークトウェイン号）
- Pirate's Lair on Tom Sawyer Island（トムソーヤ島（海賊の隠れ家））
- Sailing Ship Columbia（帆船コロンビア号）

#### エンターテイメント
2021年6月現在。
- Fantasmic!（ファンタズミック!）

#### ショップ
2021年6月現在。
- Bonanza Outfitters（ボナーザ・アウトフィット）[4]
- Westward Ho Trading Company（ウエストワード・トレーディング・カンパニー）
- Pioneer Mercantile（パイオニア・マーカンタイル）

過去に存在したショップ
- リバー・ベル・テラス
- シルバー・シュプール

#### レストラン
2021年6月現在。
- The Golden Horseshoe（ゴールデン・ホースシュー）
- ステージドア・カフェ
- Rancho del Zocalo Restaurante（ランチョー・デル・ゾカーロ・レストランテ）
- River Belle Terrance
- Stage Door Café（ステージドア・カフェ）

### マジックキングダム

#### アトラクション
- ビッグサンダー・マウンテン
- カントリーベア・ジャンボリー
- フロンティアランド・シューティング・アーケード
- ティアナのバイユー・アドベンチャー
- ディズニーワールド鉄道 フロンティアランド駅

過去に存在したアトラクション
- トムソーヤ島

#### ショップ
- ビッグ・アル
- ブライアー・パッチ
- フロンティア・トレーディングポスト
- プレリ・アウトポスト＆サプライ

#### レストラン
- ダイアモンド・ホースシュー
- ゴールデン・オーク・アウトポスト
- ペコスビル・トール・テール・イン＆カフェ

### ディズニーランド・パーク（パリ）
「アメリカ河」という環状の「河」が敷地の多くを占め、アメリカ河の中央に位置する島には鉱山列車型のローラーコースター「ビッグサンダー・マウンテン」がある。サンダー・メサという鉱山で栄える架空の町を中心に全体が1つのテーマで構成されているのが特徴で、アメリカ河を航行する2つの蒸気船に乗るための「サンダー・メサの蒸気船乗り場」や、お化け屋敷のライドアトラクション「ファントム・マナー」などがあり、これらの背景ストーリーも繋がっている。

#### アトラクション
- ビッグサンダー・マウンテン
- サンダー・メサの蒸気船乗り場
- ファントム・マナー
- ポカホンタス・インディアン・ビレッジ
- ラスラー・ラウンドアップ・シューティング・ギャラリー
- レジェンド・オブ・ワイルドウェスト
- クリッター牧場
- ディズニーランド鉄道 フロンティアランド駅

#### ショップ
- サンダー・メサ・マーカンタイル・ビルディング
- プエブロ・トレーディングポスト
- ビッグサンダーマウンテン写真館

#### レストラン
- シルバー・スパー・ステーキハウス
- ラストチャンス・カフェ
- ラッキーナゲット・サルーン
- フェンテ・デル・オーロ・レストランテ
- カウボーイ・クックアウト・バーベキュー